# Dexosarcophaga ruthae
Dexosarcophaga ruthae är en tvåvingeart som först beskrevs av Carroll William Dodge 1965.  Dexosarcophaga ruthae ingår i släktet Dexosarcophaga och familjen köttflugor.
Artens utbredningsområde är Jamaica. Inga underarter finns listade i Catalogue of Life.